# Phòng thí nghiệm Cavendish
Phòng Thí nghiệm Cavendish (Cavendish Laboratory) là tên gọi của Khoa Vật lý thuộc Đại học Cambridge (Vương quốc Liên hiệp Anh và Bắc Ireland). Cavendish là một khoa chuyên môn được thành lập từ năm 1874 với tên gọi được đặt theo công tước vùng Devonshire, William Cavendish (1808-1891) - hiệu trưởng danh dự của Cambridge khi đó, và cũng là người đã tài trợ tiền để phòng thí nghiệm được thành lập.
Cavendish là một trung tâm danh tiếng bậc nhất trên thế giới trong đào tạo và nghiên cứu vật lý và lý sinh kể từ khi mới được thành lập cho đến nay. Tính đến năm 2019, đã có 30 nhà nghiên cứu đã (và đang) làm việc tại Cavendish được trao tặng các giải thưởng Nobel khoa học (vật lý, hóa học, sinh học), với một số thành tựu nổi tiếng như khám phá ra electron, neutron, cấu trúc DNA,.. Cavendish hiện tại nằm ở phía tây Cambridge, được chuyển đến vị trí này kể từ năm 1974.

## Sự thành lập phòng thí nghiệm
Sự thành lập của Phòng Thí nghiệm Cavendish (Khoa Vật lý) bắt nguồn từ cuộc chạy đua nghiên cứu vật lý tại nước Anh vào cuối thế kỷ 19. Khi đó, các trường đại học bắt đầu manh nha đào tạo một cách bài bản về lĩnh vực vật lý, như ở Glasgow (1846), Oxford (1872),.. và lãnh đạo Đại học Cambridge nhận thấy rằng cần có một trung tâm đào tạo và nghiên cứu chuyên nghiệp nhằm cạnh tranh với các trung tâm khác. Ý tưởng này được hiện thực hóa nhờ hiệu trưởng danh dự của trường khi đó là công tước Devonshire, William Cavendish, người đã hiến tặng 6,300 bảng Anh (tức là khoảng 400 ngàn bảng Anh theo thời giá năm 2020) để thành lập một phòng thí nghiệm và thiết lập một ghế giáo sư thực nghiệm về vật lý.
Năm 1874, phòng thí nghiệm mới này được thành lập, được đặt tên là Phòng Thí nghiệm Cavendish - mang ý nghĩa ghi nhận sự đóng góp của công tước William Cavendish, đồng thời tưởng nhớ tới nhà vật lý Henry Cavendish - người đã thực hiện thí nghiệm Cavendish nổi tiếng kiểm chứng định luật vạn vật hấp dẫn của Newton (William Cavendish chính là cháu của Henry Cavendish). Đứng đầu phòng thí nghiệm mới là một giáo sư vật lý thực nghiệm, với ghế giáo sư mang tên Giáo sư Cavendish. Giáo sư Cavendish đầu tiên được bổ nhiệm là nhà vật lý học James Clerk Maxwell - cha đẻ của thuyết điện từ. Ý tưởng và kế hoạch thành lập phòng thí nghiệm này có từ năm 1871, nhưng mãi đến năm 1874, phòng thí nghiệm mới được chính thức mở.
Maxwell chỉ làm việc tại Cavendish 8 năm và đột ngột qua đời khi mới 48 tuổi do ung thư dạ dày. Lord Rayleigh được chọn thay thế Maxwell từ năm 1879 đã thúc đẩy Cavendish tiến thêm một bước với việc thiết lập các môn học chuyên ngành vật lý, hình thành một quỹ nghiên cứu trị giá 1500 bảng Anh, trong đó ông đóng góp 500 bảng từ tiền cá nhân, Hiệu trưởng danh dự William Cavendish đóng góp 500 bảng, và 500 bảng còn lại là tiền từ các nhà hảo tâm bên ngoài trường. Nhưng Rayleigh đã từ chức ghế giáo sư Cavendish sau 5 năm làm việc để chuyển sang vị trí khác trong trường, và Joseph John Thomson tiếp quản ghế giáo sư này từ năm 1884 đã có những đóng góp to lớn để biến Cavendish thực sự trở thành một trung tâm đào tạo và nghiên cứu vật lý danh tiếng bậc nhất trên thế giới.

## Nghiên cứu tại Cavendish
Nghiên cứu tại Cavendish có thể phân thành 4 nhóm ngành chính: vật lý, lý hóa, vật lý hạt nhân và lý sinh. Cavendish là nơi phát hiện ra electron (nghiên cứu của Joseph John Thomson), neutron (nghiên cứu của James Chadwick, John Cockcroft, Ernest Walton), hiệu ứng Josephson trong siêu dẫn (bởi Brian David Josephson),.. Cavendish cũng là nơi cấu trúc DNA và cấu trúc protein được xây dựng (nhờ nghiên cứu tiên phong của Sydney Brenner, Max Perutz, James D. Watson, Dorothy Hodgkin,..) - nơi xuất phát điểm của Phòng Thí nghiệm Sinh học Phân tử MRC. Nghiên cứu tại Cavendish - Khoa Vật lý hiện tại được phân thành các nhóm nghiên cứu trong các bộ môn bao gồm:
- Vật lý thiên văn
- Quang học và vật lý nguyên tử
- Chất mềm và các hệ sinh học
- Vật lý năng lượng cao
- Biophotonics
- Quang điện tử
- Vi điện tử
- Kỹ thuật phân tử
- Vật chất lượng tử
- Cảm biến lượng tử
- Khoa học tính toán
- Vật lý bán dẫn
- Vật lý và vi cấu trúc bề mặt
- Lý thuyết chất rắn
- Màng mỏng & Từ học

## Giáo sư Vật lý Cavendish
Giáo sư Vật lý Cavendish là chức vụ giáo sư đứng đầu phòng thí nghiệm được thiết lập từ năm 1871 với người đầu tiên được bổ nhiệm là nhà vật lý học James Clerk Maxwell. Chức vụ giáo sư Cavendish cho đến nay luôn được coi là một trong những ghế giáo sư danh tiếng nhất trên thế giới trong lĩnh vực vật lý. Cho đến năm 1979, giáo sư vật lý Cavendish cũng đồng thời là người giữ chức vụ lãnh đạo phòng thí nghiệm (chủ nhiệm Khoa Vật lý). Kể từ năm 1979, hai chức vụ này được tách riêng. Giáo sư Cavendish hiện tại là Sir Richard Friend (giữ chức vụ từ năm 1995), trong khi chủ nghiệm Khoa Vật lý hiện tại là giáo sư Michael Andrew Parker (giữ chức vụ từ năm 2015). Tính đến nay, đã có 9 giáo sư Cavendish từng được bổ nhiệm, bao gồm:
- James Clerk Maxwell (1871-1879)
- Lord Rayleigh (1879-1884)
- J. J. Thomson (1884-1919)
- Ernest Rutherford (1919-1937)
- William Lawrence Bragg (1938-1953)
- Nevill Francis Mott (1954-1971)
- Brian Pippard (1971-1984)
- Sam Edwards (1984-1995)
- Richard Friend (1995-nay)

## Các giải Nobel
Cho đến năm 2019, đã có 30 nhà nghiên cứu từng làm việc tại Cavendish được trao các giải thưởng Nobel khoa học, bao gồm:
1. John William Strutt, 3rd Baron Rayleigh (Vật lý, 1904)
2. Sir J. J. Thomson (Vật lý, 1906)
3. Ernest Rutherford (Hóa học, 1908)
4. Sir William Lawrence Bragg (Vật lý, 1915)
5. Charles Glover Barkla (Vật lý, 1917)
6. Francis William Aston (Hóa học, 1922)
7. Charles Thomson Rees Wilson[10] (Vật lý, 1927)
8. Arthur Compton (Vật lý, 1927)
9. Sir Owen Willans Richardson (Vật lý, 1928)
10. Sir James Chadwick (Vật lý, 1935)
11. Sir George Paget Thomson[11] (Vật lý, 1937)
12. Sir Edward Victor Appleton (Vật lý, 1947)
13. Patrick Blackett, Baron Blackett (Vật lý, 1948)
14. Sir John Cockcroft[12] (Vật lý, 1951)
15. Ernest Walton (Vật lý, 1951)
16. Francis Crick (Y, sinh lý học, 1962)
17. James Watson (Y, sinh lý học, 1962)
18. Max Perutz (Hóa học, 1962)
19. Sir John Kendrew (Hóa học, 1962)
20. Dorothy Hodgkin[13] (Hóa học, 1964)
21. Brian Josephson (Vật lý, 1973)
22. Sir Martin Ryle (Vật lý, 1974)
23. Antony Hewish (Vật lý, 1974)
24. Sir Nevill Francis Mott (Vật lý, 1977)
25. Philip Warren Anderson (Vật lý, 1977)
26. Pyotr Kapitsa (Vật lý, 1978)
27. Allan McLeod Cormack (Y, sinh lý học, 1979)
28. Mohammad Abdus Salam (Vật lý, 1979)
29. Sir Aaron Klug[14] (Hóa học, 1982)
30. Didier Queloz (Vật lý, 2019)